# Ugolino di Nerio

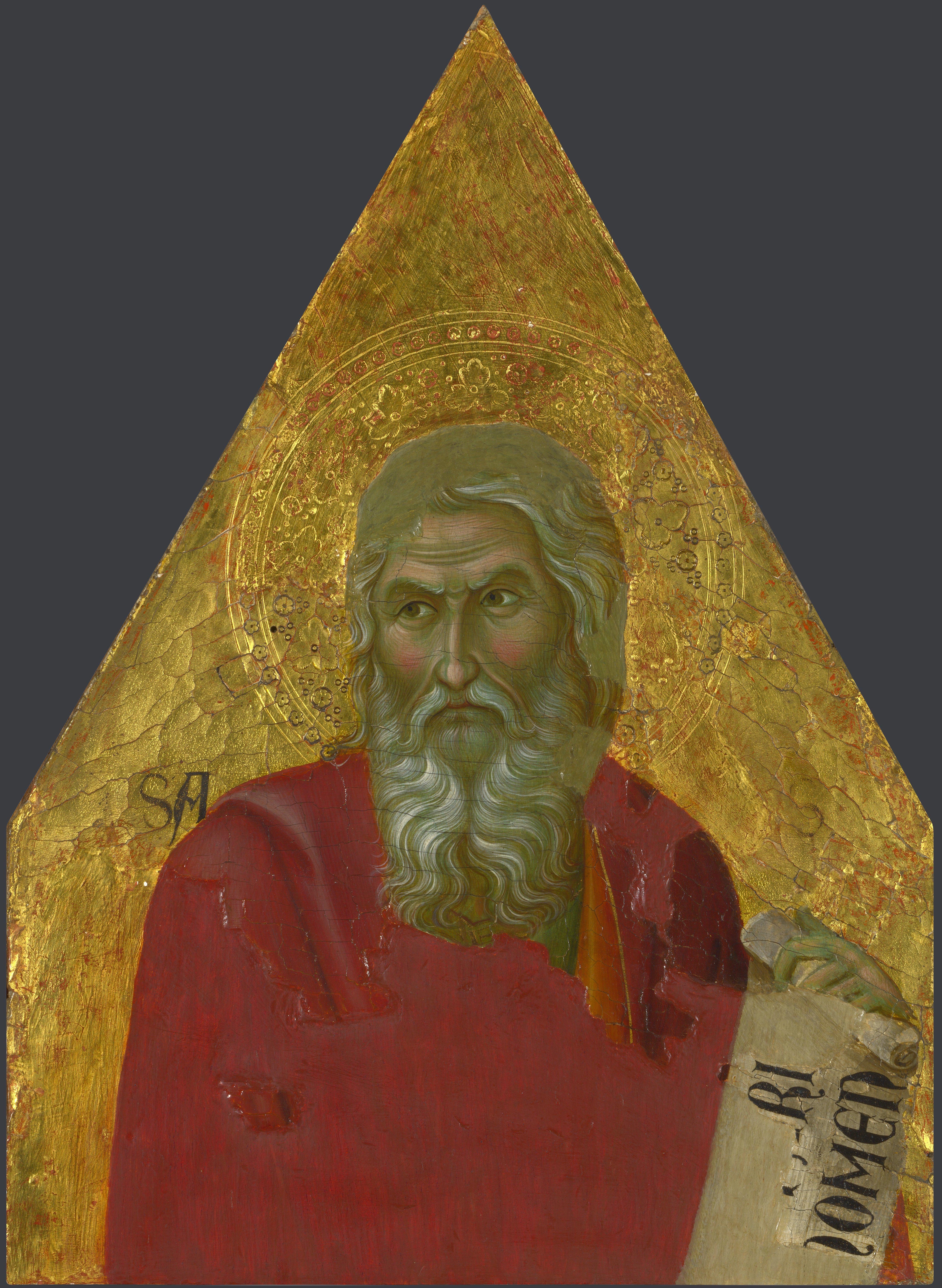
El profeta Isaïes, Londres, National Gallery

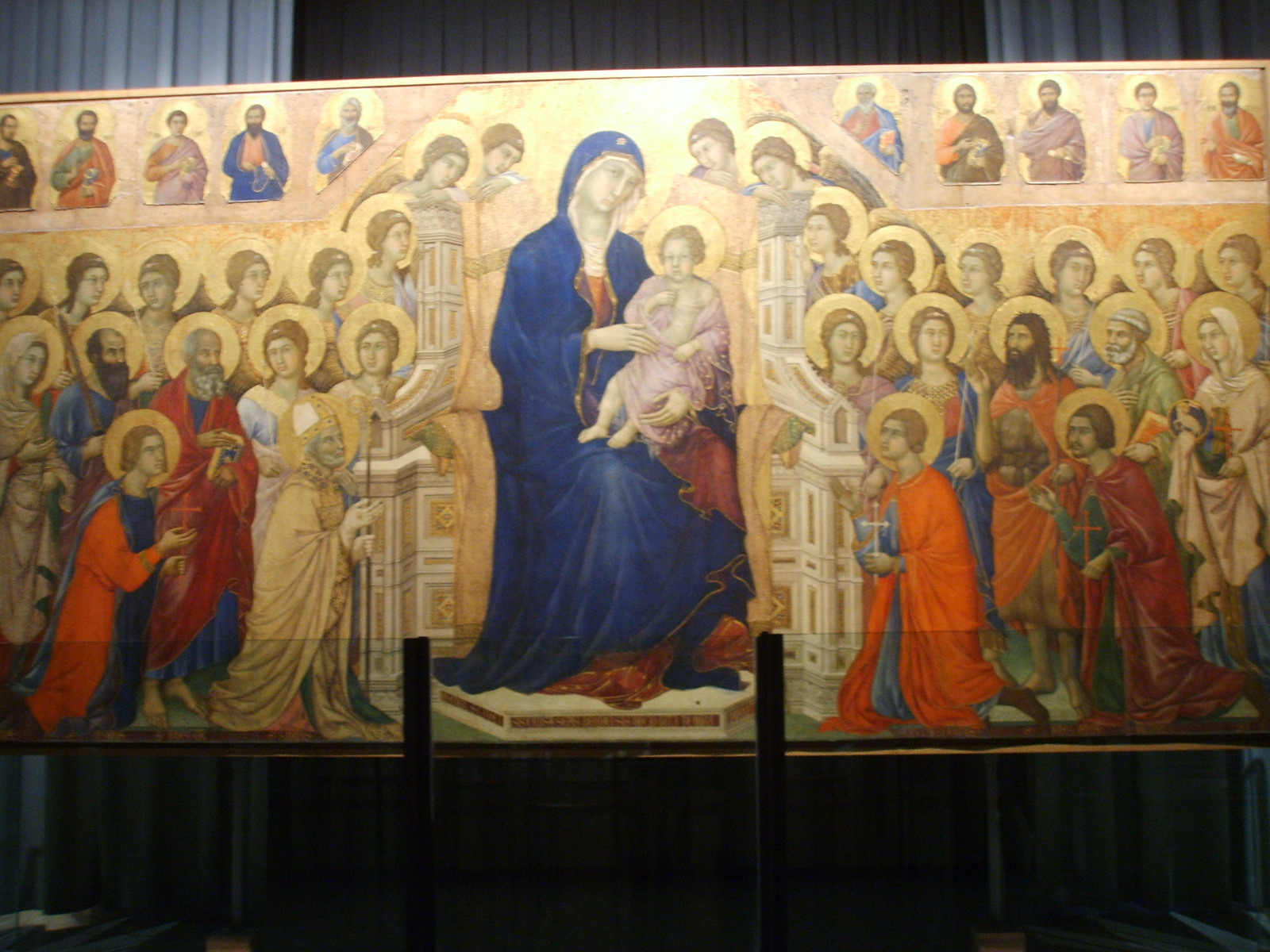
La Maestà de Duccio di Buoninsegna, els apòstols de la part superior de la qual serien obra d'Ugolino

Ugolino di Nerio (1280? - 1349) va ser un pintor italià que va treballar a Siena, havent notícies d'ell només en el període comprès entre 1317 i 1327.
Junt a Segna di Bonaventura va ser el seguidor més fidel de Duccio di Buoninsegna. Va ser un pintor molt fecund i de gran fama que va contribuir a la influència de la pintura senesa a Florència amb prestigioses comandes per als altars majors de les dues principals basíliques, l'església de Santa Maria Novella i l'església de la Santa Croce. La seua activitat va coincidir amb el retorn a Florència de Giotto, que de fet havia creat entorn seu a Santa Croce una escola independent.

## Biografia i obres
Va nàixer presumptament a Siena al voltant de 1280. Pertanyia a una família de pintors: tant son pare, Nerio, com els seus germans Guido i Muccio eren artistes. Vasari li va dedicar una biografia a la seua obra Le Vite de' più eccellenti pittori, scultori, e architettori, indicant com a data de la seua mort l'any 1349.
La seua única obra signada és un políptic datat l'any 1325 i destinat a l'altar major de la basílica de Santa Croce a Florència, que avui dia es troba desmembrat i dispers per diversos museus fora d'Itàlia. Arran de l'estudi d'aquesta obra li ha estat atribuïda una llarga sèrie de treballs i ha estat reconstruïda la seua carrera a partir de la col·laboració amb Duccio a la cèlebre Maestà de la Catedral de Siena (1308-1311), avui dia al Museo dell'Opera Metropolitana del Duomo. La mà del deixeble ha estat reconeguda als bustos dels apòstols de la banda superior.
Degué atènyer l'autonomia artistica l'any 1315, amb algunes pintures juvenils com ara la Madonna Contini Bonaccossi del Palau Pitti, amb molts trets de l'estil de Duccio, però ja al voltant de 1320 el seu estil personal estava definit i pot dir-se que havia arribat a la maduresa artística, caracteritzada per la punyent espiritualitat dels temes i la notable elegància de les figures.
També en l'elecció dels colors, més brillants que els del seu mestre, és peculiar, potser influït per l'activitat de Simone Martini. Entre les obres d'aquesta etapa han estat identificades algunes Madonne, una a la Lehman Collection i una altra a una església de Montepulciano, molt properes al monumental retaule per a la basílica de Santa Croce, que amb els seus set compartiments amb la Mare de Déu i diversos sants degué ser un dels políptics més espectaculars del segle xiv.
Vasari va veure el políptic en la seua ubicació original i va atribuir a Ugolino encara un altre retaule, que declarava haver vist a la capella Bardi de la mateixa església, així com un políptic per a l'església de Santa Maria Novella, avui dispers i encara no identificat llevat de la zona central amb la Mare de Déu amb l'Infant, que es troba a l'església de la Misericòrdia a San Casciano Val di Pesa.
Però l'altar de Santa Croce no fou un episodi aïllat, tot i que va ser la comanda més important d'una sèrie d'obres que els franciscans li van encarregar: actualment han estat identificats almenys vuit políptics dispersos per diversos museus o sobreviscuts només com a fragments, com ara les peces amb Sant Pere i Sant Francesc, actualment a l'església de la Misericòrdia de San Casciano Val di Pesa, que probablement pertanyien a una rèplica més modesta del gran políptic de Santa Croce.